# جيراردو كليمنته
جيراردو كليمنته (2 أكتوبر 1984 في سويسرا - ) هو لاعب كرة قدم سويسري في مركز الوسط. لعب مع نادي لوزيرن ونادي نوفارا وUS Massese 1919 ‏ وUSV Eschen/Mauren ‏.

## وصلات خارجية
- جيراردو كليمنته على موقع قاعدة بيانات كرة القدم.إي يو (الإنجليزية)